# Atletismo nos Jogos Olímpicos de Verão de 2012 - 5000 m feminino
A competição dos 5000 metros feminino nos Jogos Olímpicos de Verão de 2012 aconteceu nos dias 7 e 10 de agosto no Estádio Olímpico de Londres.
Meseret Defar, da Etiópia, conquistou a medalha de ouro com o tempo de 15m04s25, oito anos após sua primeira vitória na prova, em Atenas 2004. A também etíope Tirunesh Dibaba, campeã em Pequim 2008, ficou com a medalha de bronze.

## Calendário
Horário local (UTC+1).
| Data         | Horário | Fase            |
| ------------ | ------- | --------------- |
| 7 de agosto  | 10:55   | Primeira rodada |
| 10 de agosto | 20:05   | Final           |

## Medalhistas
| Ouro   | ETH Meseret Defar    |
| Prata  | KEN Vivian Cheruiyot |
| Bronze | ETH Tirunesh Dibaba  |

## Recordes
Antes desta competição, os recordes mundiais e olímpicos da prova eram os seguintes:
| Tipo | Atleta          | Tempo    | Local  | Data                   |
| ---- | --------------- | -------- | ------ | ---------------------- |
|      | Tirunesh Dibaba | 14:11.15 | Oslo   | 6 de junho de 2008     |
|      | Gabriela Szabo  | 14:40.79 | Sydney | 25 de setembro de 2000 |

## Primeira fase

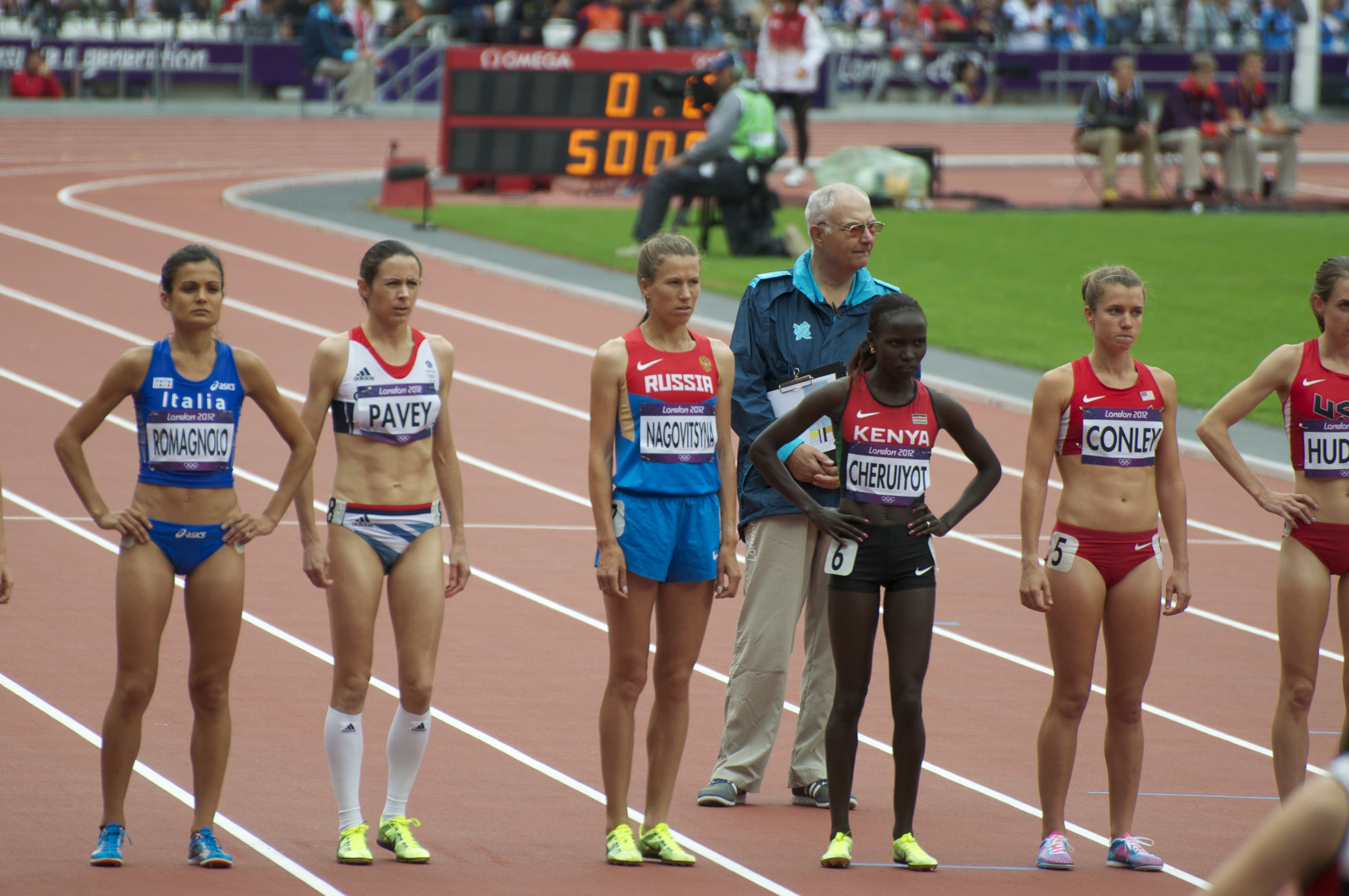
Atletas momentos antes da largada para uma das baterias.

### Bateria 1
| Pos. | Nome                      | CON                | Tempo    | Notas                |
| ---- | ------------------------- | ------------------ | -------- | -------------------- |
| 1    | Tirunesh Dibaba           | ETH Etiópia        | 14:58.48 | Q                    |
| 2    | Meseret Defar             | ETH Etiópia        | 14:58.70 | Q                    |
| 3    | Viola Kibiwot             | KEN Quênia         | 14:59.31 | Q                    |
| 4    | Olga Golovkina            | RUS Rússia         | 15:05.26 | Q,                   |
| 5    | Julie Culley              | USA Estados Unidos | 15:05.38 | Q,                   |
| 6    | Tejitu Daba               | BRN Bahrein        | 15:05.59 | q,                   |
| 7    | Silvia Weissteiner        | ITA Itália         | 15:06.81 | Recorde da temporada |
| 8    | Kayoko Fukushi            | JPN Japão          | 15:09.31 | Recorde da temporada |
| 9    | Barbara Parker            | GBR Grã-Bretanha   | 15:12.81 | Recorde pessoal      |
| 10   | Fionnuala Britton         | IRL Irlanda        | 15:12.97 | Recorde pessoal      |
| 11   | Lyudmyla Kovalenko        | UKR Ucrânia        | 15:18.60 |                      |
| 12   | Judith Plá                | ESP Espanha        | 15:20.39 | Recorde pessoal      |
| 13   | Karoline Bjerkeli Grøvdal | NOR Noruega        | 15:24.86 | Recorde pessoal      |
| 14   | Dudu Karakaya             | TUR Turquia        | 15:28.32 |                      |
| 15   | Eloise Wellings           | AUS Austrália      | 15:35.53 |                      |
| 16   | Sandra López              | MEX México         | 15:55.16 |                      |
| —    | Nadia Noujani             | MAR Marrocos       | —        | DNF                  |
| —    | Sara Moreira              | POR Portugal       | —        | DNS                  |

### Bateria 2
| Pos. | Nome               | CON                | Tempo    | Notas                |
| ---- | ------------------ | ------------------ | -------- | -------------------- |
| 1    | Gelete Burka       | ETH Etiópia        | 15:01.44 | Q                    |
| 2    | Vivian Cheruiyot   | KEN Quênia         | 15:01.54 | Q                    |
| 3    | Sally Kipyego      | KEN Quênia         | 15:01.87 | Q                    |
| 4    | Julia Bleasdale    | GBR Grã-Bretanha   | 15:02.00 | Q,                   |
| 5    | Molly Huddle       | USA Estados Unidos | 15:02.26 | Q,                   |
| 6    | Yelena Nagovitsyna | RUS Rússia         | 15:02.80 | q,                   |
| 7    | Joanne Pavey       | GBR Grã-Bretanha   | 15:02.84 | q,                   |
| 8    | Shitaye Eshete     | BRN Bahrein        | 15:05.48 | q,                   |
| 9    | Elena Romagnolo    | ITA Itália         | 15:06.38 | q,                   |
| 10   | Hitomi Niiya       | JPN Japão          | 15:10.20 | Recorde pessoal      |
| 11   | Almensh Belete     | BEL Bélgica        | 15:10.24 | Recorde da temporada |
| 12   | Kim Conley         | USA Estados Unidos | 15:14.48 | Recorde pessoal      |
| 13   | Mika Yoshikawa     | JPN Japão          | 15:16.77 | Recorde pessoal      |
| 14   | Nadia Ejjafini     | ITA Itália         | 15:24.70 |                      |
| 15   | Sheila Reid        | CAN Canadá         | 15:27.41 |                      |
| 16   | Zakia Mrisho       | TAN Tanzânia       | 15:39.58 |                      |
| 17   | Layes Abdullayeva  | AZE Azerbaijão     | 15:45.69 |                      |
| 18   | Roxana Bârcă       | ROU Romênia        | 16:01.04 |                      |

## Final

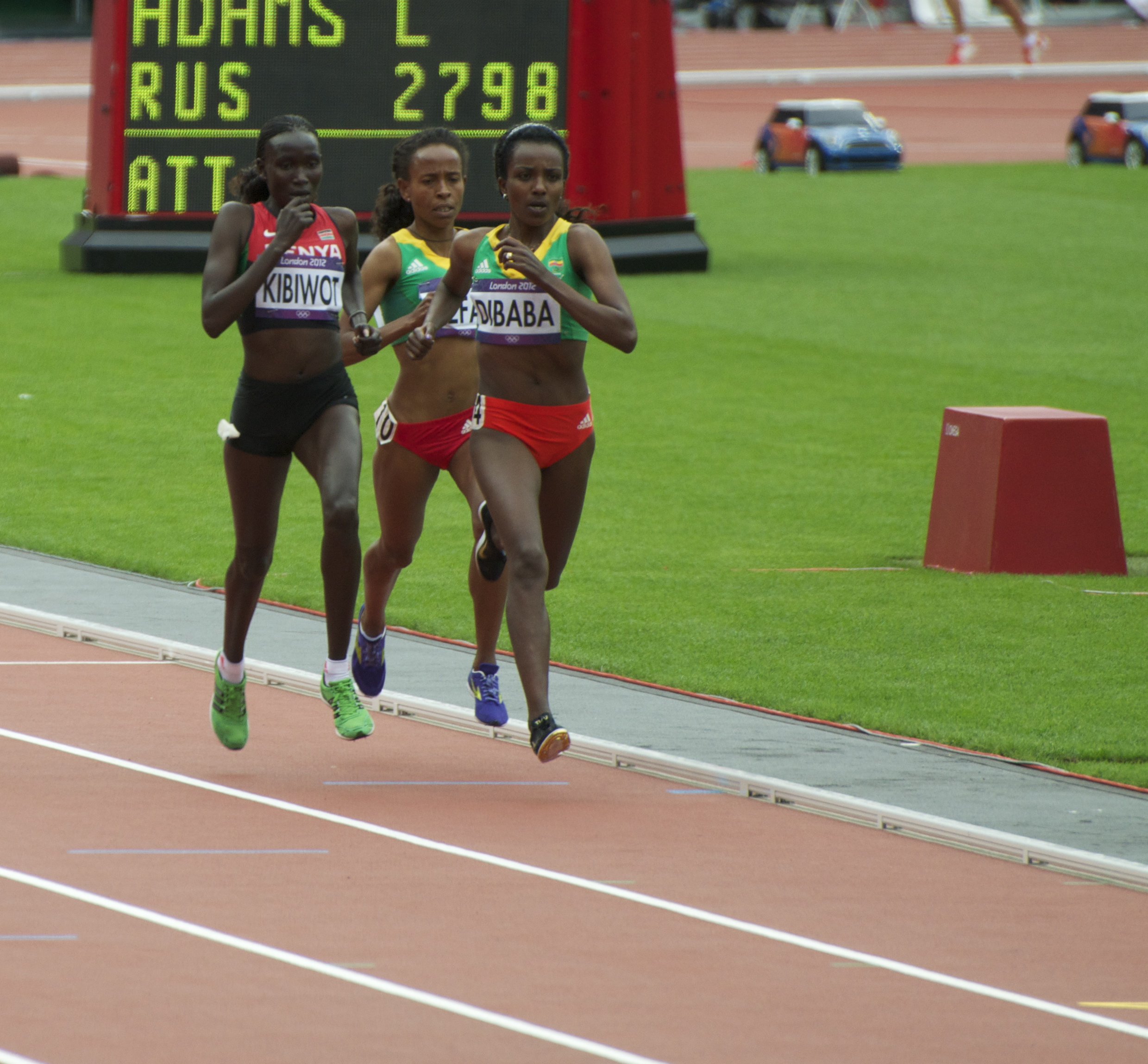
Tirunesh Dibaba liderando a prova durante a final.

| Pos.              | Nome               | CON                | Tempo    | Notas |
| ----------------- | ------------------ | ------------------ | -------- | ----- |
| Medalha de ouro   | Meseret Defar      | ETH Etiópia        | 15:04.25 |       |
| Medalha de prata  | Vivian Cheruiyot   | KEN Quênia         | 15:04.73 |       |
| Medalha de bronze | Tirunesh Dibaba    | ETH Etiópia        | 15:05.15 |       |
| 4                 | Sally Kipyego      | KEN Quênia         | 15:05.79 |       |
| 5                 | Gelete Burka       | ETH Etiópia        | 15:10.66 |       |
| 6                 | Viola Kibiwot      | KEN Quênia         | 15:11.59 |       |
| 7                 | Joanne Pavey       | GBR Grã-Bretanha   | 15:12.72 |       |
| 8                 | Julia Bleasdale    | GBR Grã-Bretanha   | 15:14.55 |       |
| 9                 | Olga Golovkina     | RUS Rússia         | 15:17.88 |       |
| 10                | Shitaye Eshete     | BRN Bahrein        | 15:19.13 |       |
| 11                | Molly Huddle       | USA Estados Unidos | 15:20.29 |       |
| 12                | Tejitu Daba        | BRN Bahrein        | 15:21.34 |       |
| 13                | Yelena Nagovitsyna | RUS Rússia         | 15:21.38 |       |
| 14                | Julie Culley       | USA Estados Unidos | 15:28.22 |       |
| 15                | Elena Romagnolo    | ITA Itália         | 15:35.69 |       |

Legenda
| Recorde mundial      | Recorde mundial (World record)               |                       | Recorde africano                      | Recorde africano (African) |                                           | Q | Classificado por posição (Qualified) |
| Recorde olímpico     | Recorde olímpico (Olympic record)            | Recorde da América    | Recorde da América (Americas)         | q                          | Classificado por melhor tempo (Qualified) |   |                                      |
| Melhor marca do ano  | Melhor marca do ano (World leading)          | Recorde asiático      | Recorde asiático (Asian)              | DNS                        | Não largou (Did not start)                |   |                                      |
| Recorde nacional     | Recorde nacional (National record)           | Recorde europeu       | Recorde europeu (European)            | DNF                        | Não terminou (Did not finish)             |   |                                      |
| Recorde pessoal      | Recorde pessoal do atleta (Personal best)    | Recorde da Oceania    | Recorde da Oceania (Oceania)          | DSQ / DQ                   | Desclassificado (Disqualified)            |   |                                      |
| Recorde da temporada | Recorde da temporada do atleta (Season best) | Recorde sul-americano | Recorde sul-americano (South America) | NM                         | Sem marca (No mark)                       |   |                                      |